# Németh Lajos (játékvezető)
Németh Lajos (Gyomaendrőd, 1944. augusztus 14. – 2014. január 26.) labdarúgó, nemzetközi labdarúgó-játékvezető. Foglalkozására nézve Békéscsabán a tanácsi sportlétesítmények gondnokságának a vezetője.

## Pályafutása

### Labdarúgóként
1962-ben Gyomán kezdte a labdarúgást, különféle korosztályos csapatokban, csatárként rúgta a labdát. Hamar a megyeszékhelyre került a helyi katonacsapathoz, a Honvéd Szalvai SE-hez. Ott figyeltek fel rá a Honvéd vezetői. 10-szer játszott a nagy csapatban, a Sipos Ferenc, Komora Imre, Tichy Lajos, Szendrei József, Tóth Kálmán fémjelezte gárdában. Békéscsabára került, ahol az NB I/B magyar bajnokság gólkirálya lett. Itt, a hazai közönség előtt ölthette magára az utánpótlás válogatott mezét, a Magyarország–Hollandia (3–1) találkozón, ahol góllal mutatkozott be. Lehetőséget kapott arra is, hogy 1969-ben a Békéscsaba NB I-es csapatában is kipróbálhassa játékos képességeit. Edzőjének elképzelése szerint, a tapasztalt játékost a csatár posztról visszavonta irányító középpályásnak, ahol remekül teljesített. Az aktív labdarúgást 1978-ban fejezte be. A Magyar Labdarúgó-szövetség (MLSZ) Játékvezető Bizottságának válogatottjában folyamatosan szerepelt. NB I-es mérkőzéseinek száma: 101, góljainak száma: 18.

### Játékvezetőként

#### Nemzeti játékvezetés
Játékvezetésből 1978-ban vizsgázott. Békés megyében különböző labdarúgó osztályaiban gyorsan megszerezte a szükséges tapasztalatokat, 1979-ben lett országos utánpótlás játékvezető, majd az év végén NB II-es, országos játékvezető kerettag. Az első NB-es mérkőzése 1980-ban a Ganz–MÁVAG–Budapesti VSC találkozó volt. A kitartó munka eredményeként 1981-ben csatlakozhatott az NB I-es játékvezetők csoportjához. Debütálásánál egyik segítő partbírója Győri László megyei kollégája volt. Foglalkoztatására jellemző, hogy az 1988/1989-es bajnoki idényben 14 mérkőzés vezetésére kapott megbízást. Az aktív nemzeti játékvezetéstől 1993-ban búcsúzott. NB. II-es mérkőzéseinek száma: 49. NB. I-es mérkőzéseinek száma: 152.
| Időpont             | Helyszín                    | Mérkőzés típusa          | Mérkőzés                    | Eredmény |
| ------------------- | --------------------------- | ------------------------ | --------------------------- | -------- |
| 1981. augusztus 21. | Béke téri Stadion, Budapest | első NB. I-es mérkőzés   | Csepel SC–Pécsi MSC         | 1 – 0    |
| 1993. június 9.     | Fáy úi Stadion, Budapest    | utolsó NB. I-es mérkőzés | Vasas SC–Siófoki Bányász SE | 0 – 1    |

Mottója: A játékvezető kezében van a síp, ha igényli a helyzet, felül kell bírálnia az asszisztensét. Nem szabad dölyfösnek lennie, de igenis fel kell vállalni a nehéz döntéseket. Az asszisztenseknél a leshatár pontos követése a legfontosabb, mert csakis így maradnak hitelesek.* [forrás?]

##### Nemzeti kupamérkőzések
Vezetett kupadöntők száma: 2.

##### Magyar labdarúgókupa
| Időpont         | Helyszín                         | Mérkőzés típusa | Mérkőzés                    | Eredmény | Nézők száma |
| --------------- | -------------------------------- | --------------- | --------------------------- | -------- | ----------- |
| 1984. június 9. | Sóstói Stadion, Székesfehérvár   | döntő           | Siófoki Bányász SE–Rába ETO | 2 – 1    |             |
| 1992. május 20. | Kórház utcai stadion, Békéscsaba | döntő           | Újpesti TE–Vác FC Samsung   | 1 – 0    | 10 000      |

#### Nemzetközi játékvezetés
A Magyar Labdarúgó-szövetség Játékvezető Bizottságának (JB) felterjesztése alapján 1983-ban lett nemzetközi (FIFA) játékvezető. Több nemzetek közötti válogatott- és klubmérkőzésen volt játékvezető vagy működő társának segített partjelzőként. A magyar nemzetközi játékvezetők rangsorában, a világbajnokság-Európa-bajnokság sorrendjében többedmagával a 8. helyet foglalja el 5 találkozó szolgálatával. Az első nemzetek közötti mérkőzésén partbíró lehetett Łódźban, a Lengyelország–Spanyolország barátságos mérkőzésen, amit Jaczina Róbert vezetett. Az aktív nemzetközi játékvezetéstől 1990-ben búcsúzott. Válogatott mérkőzéseinek száma: 9.

#### Labdarúgó-világbajnokság
A világbajnoki döntőhöz vezető úton Mexikóba a XIII., az 1986-os labdarúgó-világbajnokságra és Olaszországba a XIV., az 1990-es labdarúgó-világbajnokságra a FIFA JB bíróként alkalmazta. Az 5. magyar bíró, aki mérkőzésvezetésre kapott megbízást. 1986-ban a világbajnokságra való nevezésnek a sportdiplomácián túl dr. Szepesi Györgynek, a FIFA Végrehajtó Bizottsága tagjának is aktívan, meggyőző erővel kellett tevékenykednie. Az MLSZ JB által leadott két név közül Pádár Lászlónak kellett itthon maradnia. Mexikóban 36 játékvezetőnek a helyszínen Cooper tesztet kellett teljesíteni. A FIFA JB elvárása szerint, ha nem vezetett, akkor partbíróként tevékenykedett. 1986-ban két csoportmérkőzésen és az egyik elődöntőn 2. számú besorolást kapott. Az egyik nyolcad, illetve az egyik negyeddöntőn
egyes számú besorolást kapott, játékvezetői sérülés esetén továbbvezethette volna a találkozót. Csak a sportpolitikán múlott, hogy nem kapott több mérkőzésvezetést* [forrás?]. Világbajnokságon vezetett mérkőzéseinek száma: 1 + 5 (partbíró).

##### 1986-os labdarúgó-világbajnokság

###### Selejtező mérkőzés
| Időpont        | Helyszín                       | Mérkőzés típusa           | Mérkőzés          | Eredmény | Nézők száma |
| -------------- | ------------------------------ | ------------------------- | ----------------- | -------- | ----------- |
| 1985. május 1. | Lansdowne Road Stadion, Dublin | előselejtező (6. csoport) | Írország–Norvégia | 0 – 0    | 18 500      |

###### Világbajnoki mérkőzés
| Időpont         | Helyszín                                | Mérkőzés típusa              | Mérkőzés     | Eredmény | Nézők száma |
| --------------- | --------------------------------------- | ---------------------------- | ------------ | -------- | ----------- |
| 1986. június 4. | Neza '86 Stadion, Ciudad Nezahualcóyotl | csoportmérkőzés (E. csoport) | Dánia–Skócia | 1 – 0    | 18 000      |

##### 1990-es labdarúgó-világbajnokság

###### Selejtező mérkőzés
| Időpont            | Helyszín                 | Mérkőzés típusa           | Mérkőzés                                   | Eredmény | Nézők száma |
| ------------------ | ------------------------ | ------------------------- | ------------------------------------------ | -------- | ----------- |
| 1988. november 30. | İnönü Stadion, Isztambul | előselejtező (3. csoport) | Törökország–Német Demokratikus Köztársaság | 3 – 1    | 42 000      |

#### Labdarúgó-Európa-bajnokság

##### U16-os labdarúgó-Európa-bajnokság
Nyugat-Németországban rendezték a 2., az 1984-es U16-os labdarúgó-Európa-bajnokság döntőit, ahol az Európai Labdarúgó-szövetség (UEFA) JB bemutatta a résztvevőknek.

###### 1984-es U16-os labdarúgó-Európa-bajnokság
| Időpont        | Helyszín            | Mérkőzés típusa | Mérkőzés                       | Eredmény |
| -------------- | ------------------- | --------------- | ------------------------------ | -------- |
| 1984. május 5. | Városi Stadion, Ulm | döntő           | Nyugat-Németország–Szovjetunió | 2 – 0    |

---
Az európai-labdarúgó torna döntőjéhez vezető úton Nyugat-Németországba a VIII., az 1988-as labdarúgó-Európa-bajnokságra valamint Svédországba a IX., az 1992-es labdarúgó-Európa-bajnokságra az UEFA JB játékvezetőként foglalkoztatta.

##### 1988-as labdarúgó-Európa-bajnokság

###### Selejtező mérkőzés
| Időpont            | Helyszín             | Mérkőzés típusa           | Mérkőzés         | Eredmény | Nézők száma |
| ------------------ | -------------------- | ------------------------- | ---------------- | -------- | ----------- |
| 1987. november 11. | Antas Stadion, Porto | előselejtező (2. csoport) | Portugália–Svájc | 0 – 0    | 12 500      |

##### 1992-es labdarúgó-Európa-bajnokság

###### Selejtező mérkőzés
| Időpont            | Helyszín                | Mérkőzés típusa           | Mérkőzés              | Eredmény | Nézők száma |
| ------------------ | ----------------------- | ------------------------- | --------------------- | -------- | ----------- |
| 1990. november 21. | Kuip Stadion, Rotterdam | előselejtező (6. csoport) | Hollandia–Görögország | 2 – 0    | 25 430      |

##### Universiadé
1986-ban Jugoszláviában 20 FIFA játékvezető társaságában kapott megtisztelő feladatokat.

## Sikerei, díjai

### Játékosként
- Magyar bajnokság
  - 6.: 1967
- utánpótlás Európa-bajnokság
  - aranyérmes: 1974

### Játékvezetőként
- 1984-ben Szlávik András a Játékvezető Bizottság elnöke játékvezetői pályafutásának elismeréseként ezüstjelvény elismerésbe részesítette.
- 1986-ban az MLSZ JB és az MLSZ ellenőrei, valamint a Népsport osztályzatai alapján az első alkalommal felajánlott Aranyszemüveg díj versenyében az első helyen végzett.

#### Magyar női labdarúgó-válogatott
A magyar női játékvezetői keret felállításáig férfi játékvezetők irányították a női válogatott felkészülési mérkőzéseit.
| Időpont              | Helyszín              | Mérkőzés típusa             | Mérkőzés                 | Eredmény | Nézők száma |
| -------------------- | --------------------- | --------------------------- | ------------------------ | -------- | ----------- |
| 1991. szeptember 14. | Városi Stadion, Gyula | felkészülési (47. mérkőzés) | Magyarország–Jugoszlávia | 3 – 1    | 400         |

## Külső hivatkozások
- Németh Lajos. World Referee. [2016. március 3-i dátummal az eredetiből archiválva]. (Hozzáférés: 2013. július 5.)
- Németh Lajos. footballzz.com. (Hozzáférés: 2013. július 5.)
- Németh Lajos. footballdatabase.eu. (Hozzáférés: 2013. július 5.)
- Németh Lajos. scoreshelf.com. [2015. december 8-i dátummal az eredetiből archiválva]. (Hozzáférés: 2013. július 5.)
- Németh Lajos. eu-football.info. (Hozzáférés: 2013. július 5.)
- Németh Lajos. weltfussball.de. (Hozzáférés: 2013. július 5.)